# Hassan & Roshaan
Hassan & Roshaan – pakistański duet/zespół muzyki pop z siedzibą w Lahore w Pakistanie, tworzący współczesną muzykę subkontynentalną. Duet tworzą Hassan Sheikh i Roshaan Sherwani. Są znani ze swojej piosenki „Doobne De (Reprise)”, będącej częścią miniserialu Marvel Studios, Ms. Marvel.
Członkowie tego duetu to Hassan Sheikh i Roshaan Sherwani. Jego zainteresowania skupiają się na współczesnej muzyce subkontynentalnej. Duet po raz pierwszy wystąpił razem w Lahore Music Meet w 2020 roku. Ich pierwszą piosenką była „Allah Hu”, napisana i skomponowana przez Hassana.
Hassan & Roshaan wydali swój debiutancki album „Chaar Dinon Ka Khwaab” w 2020 roku, który zawiera 18 piosenek. Na tym albumie znalazła się jej popularna piosenka „Doobne De”, która stała się częścią albumu Ms. Maravilla. We wrześniu 2024 wydali dwa albumy, drugi „Day 5”. ”, ukazał się w listopadzie 2023 roku.
W 2022 roku duet wydał „Sukoon” we współpracy z Shae Gillem. Dzięki pięciu milionom odtworzeń zapewniono im miejsce wśród najlepszych lokalnych artystów roku 2022 według Spotify. Indyjska wytwórnia T-Series złożyła ofertę zakupu „Sukoon”, ale ją odrzuciła. Piosenka stała się także ścieżką dźwiękową do pakistańskiego serialu telewizyjnego o tym samym tytule. Współpracowali także z Quratulainem Baloch (QB) przy ich piosence „Bandhan” w 2023 roku.
Wystąpili także podczas Tygodnia Couture Ślubnego w telewizji HUM. Hassan i Roshaan pracowali także dla rządu Pakistanu i ISPR.
Pakistańskim duetem muzyki pop zarządza Nael Hafeez.
Hassan jest głównym wokalistą, a Roshaan odpowiada za produkcję muzyczną.
Duet został nominowany do nagrody Lux Style Awards 2020 w kategorii najlepiej wschodzące talenty. Ich piosenka „Sukoon” została nominowana w kategorii najczęściej odtwarzanych utworów roku podczas gali Lux Style Awards 2023.
Hassan i Roshaan pojawili się w BBC Asian Network na czacie z Kan D Manem.

## Dyskografia
- 2020: Dil Wali Baat
- 2020: Agaya Hoon Main
- 2020: Doobne De (Reprise)
- 2020: Maula – Ali Mustafa Mix
- 2020: Doobne De
- 2020: Ishq Bina
- 2020: Ishq Bina
- 2020: Shor Machaye
- 2020: Raastey
- 2020: Lapata
- 2020: Allah Hu
- 2023: Dil Lagda Nahi
- 2023: Bandhan
- 2023: Tarana